# Separação do ar
Separação do ar é um processo físico pelo qual os elementos químicos que compõem o ar podem ser separados em frações para uso em aplicações industriais ou de laboratório. As frações de maior interesse são o nitrogênio (N), para aplicação como gás inerte, e o Oxigênio (O) para aplicação na metalurgia como gás comburente. Os principais métodos de separação do ar são a liquefação do ar seguida da separação das fases líquidas, desenvolvido por Carl von Linde por volta do início do século XX utilizando o efeito Joule-Thomson e os sistemas de adsorção utilizando carvão ativado que adsorvem o oxigênio em alta pressão e o liberam em baixa.